# Рогово (гмина, Рыпиньский повет)
Рогово (пол. Rogowo) — сельская гмина (волость) в Польше, входит как административная единица в Рыпинский повет, Куявско-Поморское воеводство. Население — 4762 человека (на 2004 год).

## Соседние гмины
1. Гмина Бжузе
2. Гмина Хростково
3. Гмина Рыпин
4. Гмина Скемпе
5. Гмина Скрвильно
6. Гмина Щутово